# Allardia lasiocarpa
Allardia lasiocarpa là một loài thực vật có hoa trong họ Cúc. Loài này được (G.X.Fu) K.Bremer & Humphries mô tả khoa học đầu tiên năm 1993.